# Úsobrno
Úsobrno (en allemand : Hausbrunn) est une commune du district de Blansko, dans la région de Moravie-du-Sud, en Tchéquie. Sa population s'élevait à 427 habitants en 2020.

## Géographie
Úsobrno se trouve à 7 km au sud-est du centre de Velké Opatovice, à 27 km au nord-nord-est de Blansko, à 46 km au nord-nord-est de Brno et à 176 km à l'est-sud-est de Prague.
La commune est limitée par Jaroměřice au nord, par Skřípov à l'est, par Horní Štěpánov au sud, et par Uhřice à l'ouest.

## Histoire
La première mention écrite de la localité date de 1073.